# Jenjarom

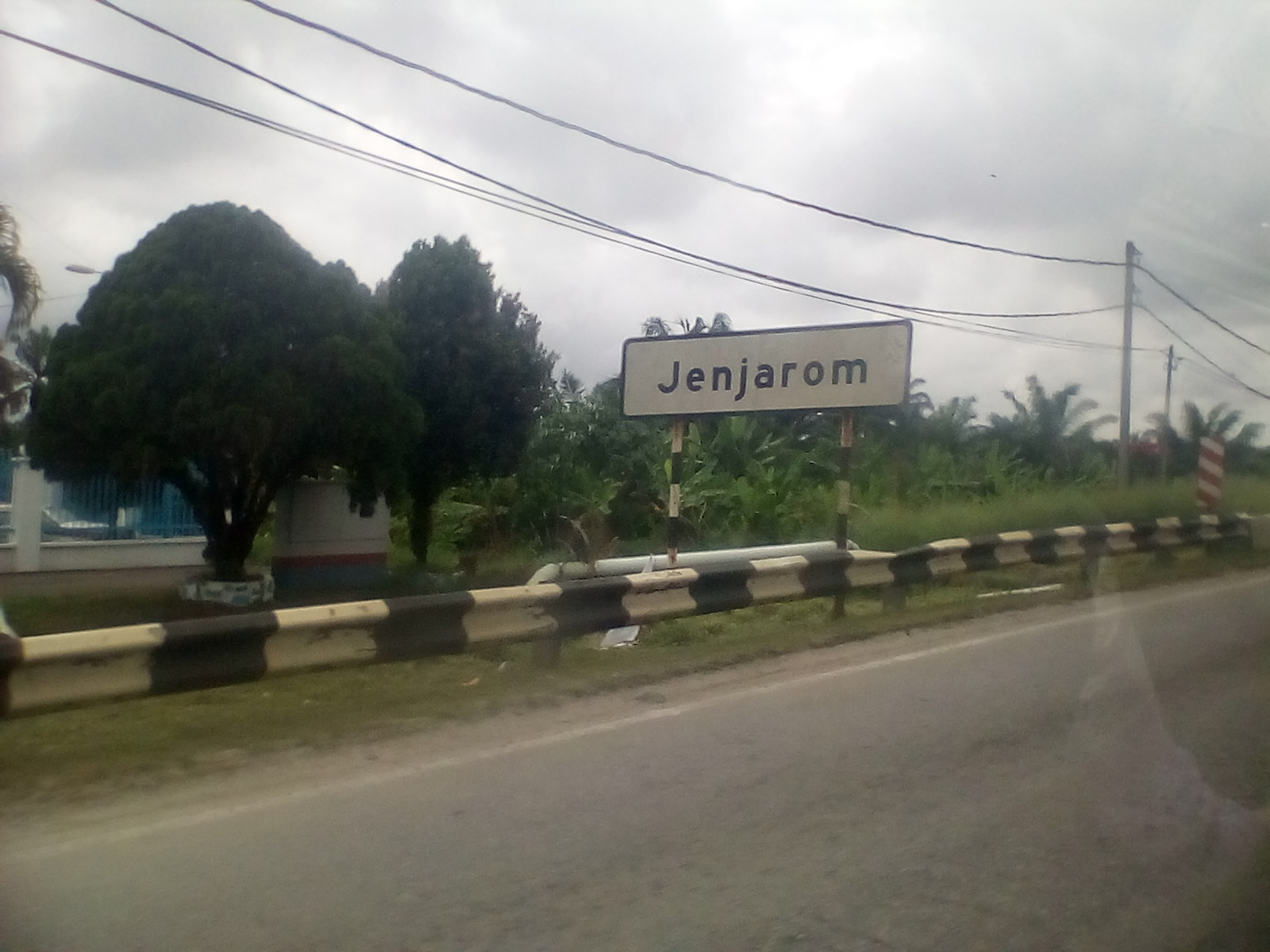
Jenjarom

Jenjarom is een stad in de Maleisische deelstaat Selangor.
Jenjarom telt 16.000 inwoners.